# Vitricithra marmorata
Vitricithra marmorata är en snäckart. Vitricithra marmorata ingår i släktet Vitricithra och familjen Rissoidae. Inga underarter finns listade i Catalogue of Life.